# Georgi Denev
Georgi Denev (bulharskou cyrilicí Георги Денев) (* 18. dubna 1950, Loveč) je bývalý bulharský fotbalista, záložník.

## Fotbalová kariéra
Začínal v Litexu Loveč. V bulharské lize hrál za PFK Spartak Pleven a CSKA Sofia. S CSKA Sofia získal pět mistrovských titulů a tři vítězství v bulharském fotbalovém poháru. V Poháru mistrů evropských zemí nastoupil v 16 utkáních a dal 3 góly a v Poháru vítězů pohárů nastoupil ve 3 utkáních. Kariéru zakončil v Řecku v týmu Ethnikos Pireus a na Kypru v Arisu Limassol. Za bulharskou reprezentaci nastoupil v letech 1970–1978 ve 49 utkáních a dal 10 gólů. Byl členem bulharské reprezentace na Mistrovství světa ve fotbale 1974, nastoupil ve všech 3 utkáních. 

## Ligová bilance
| Ročník                                | Zápasy | Góly | Klub               |
| ------------------------------------- | ------ | ---- | ------------------ |
| 2. bulharská fotbalová liga 1966/1967 | -      | -    | Litex Loveč        |
| 2. bulharská fotbalová liga 1967/1968 | -      | -    | Litex Loveč        |
| 1. bulharská fotbalová liga 1968/1969 | 28     | 8    | PFK Spartak Pleven |
| 1. bulharská fotbalová liga 1969/1970 | 17     | 1    | CSKA Sofia         |
| 1. bulharská fotbalová liga 1970/1971 | 30     | 6    | CSKA Sofia         |
| 1. bulharská fotbalová liga 1971/1972 | 29     | 15   | CSKA Sofia         |
| 1. bulharská fotbalová liga 1972/1973 | 33     | 12   | CSKA Sofia         |
| 1. bulharská fotbalová liga 1973/1974 | 28     | 8    | CSKA Sofia         |
| 1. bulharská fotbalová liga 1974/1975 | 23     | 10   | CSKA Sofia         |
| 1. bulharská fotbalová liga 1975/1976 | 25     | 7    | CSKA Sofia         |
| 1. bulharská fotbalová liga 1976/1977 | 17     | 4    | CSKA Sofia         |
| 1. bulharská fotbalová liga 1977/1978 | 16     | 3    | CSKA Sofia         |
| 1. bulharská fotbalová liga 1978/1979 | 9      | 3    | CSKA Sofia         |
| Řecká Superliga 1979/1980             | 0      | 0    | Ethnikos Pireus    |
| Řecká Superliga 1980/1981             | 16     | 6    | Ethnikos Pireus    |
| 2. kyperská liga 1981/1982            | -      | -    | Aris Limassol      |
| 1. kyperská liga 1982/1983            | -      | -    | Aris Limassol      |
| CELKEM 1. bulharská fotbalová liga    | 265    | 86   |                    |
| CELKEM Řecká Superliga                | 16     | 6    |                    |